# Институт Египта

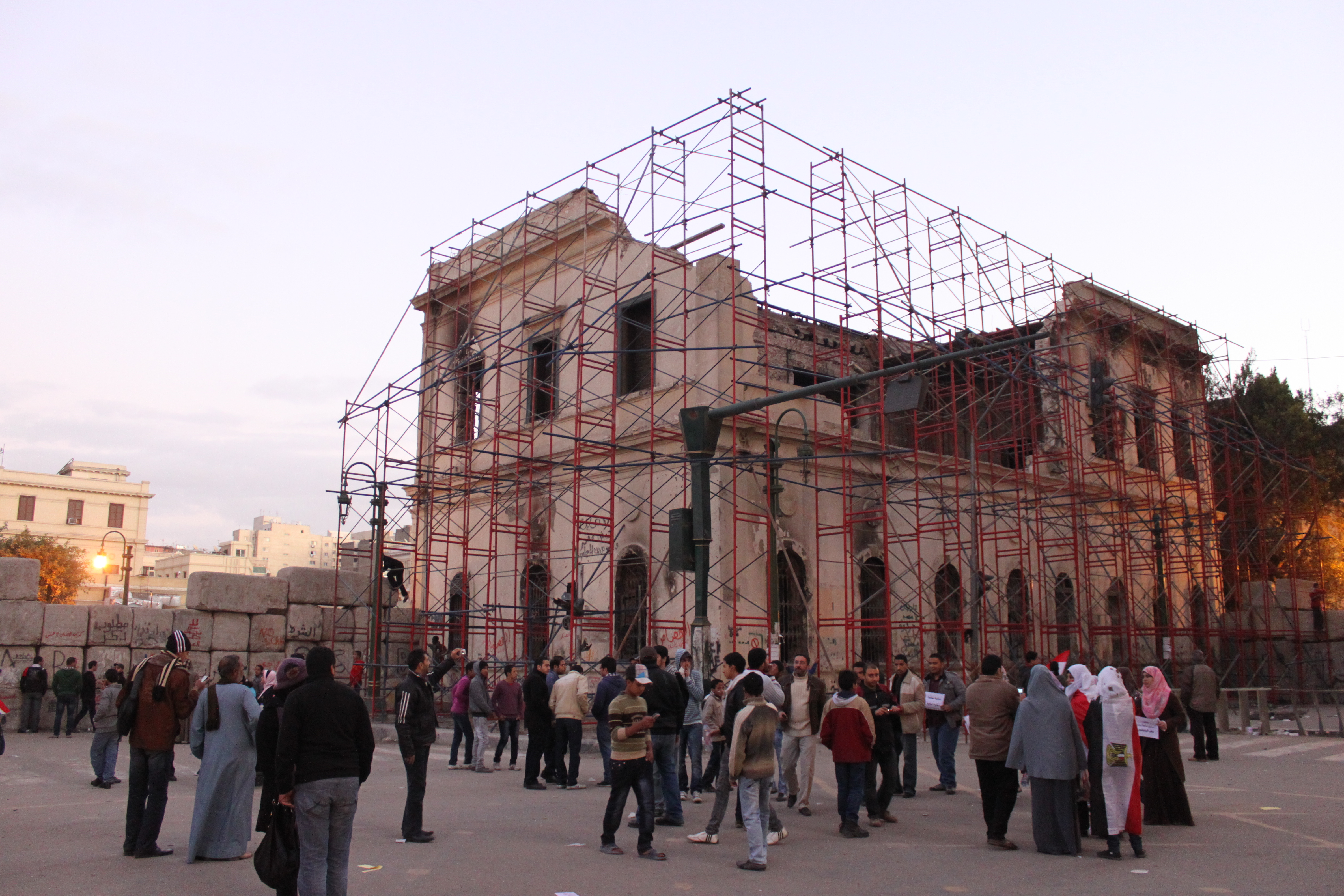
Институт Египта, январь 2012

Институт Египта (араб. المجمع العلمي المصري‎) — научное общество в Каире. Основано в 1798 году во время похода Наполеона в Египет.
Институт располагал самой ценной коллекцией исторических книг Египта, в которую входили почти 200 000 томов, десятки тысяч карт, периодические издания двух веков, Атлас Верхнего и Нижнего Египта с 1752 года и первое издание 24-томного «Описания Египта», написанное французскими учёными.
Здание института сгорело 17 декабря 2011 года. Около 50 000 единиц хранения могли быть серьёзно повреждены огнём или водой. Вновь открыто в декабре 2012 года.